# Окрестін Борис Семенович
Окрестін Борис Семенович (біл. Борис Семенович Акресцін, 18 лютого 1923 року, Москва — 6 липня 1944 року, біля Мінська) — радянський льотчик, Герой Радянського Союзу.

## Біографія
Борис Семенович Окрестін народився 18 лютого 1923 року у Москві сім'ї робітника.
Закінчивши 7 класів, вступив до аероклубу Метробуду, потім працював авіатехніком і льотчиком-інструктором в аероклубі.
У 1942 році Окрестін був призваний до лав РСЧА. У 1943 році вступив до ВКП(б).
Під час битви за Сталінград літав літаком По-2 у 969-му нічному бомбардувальному авіаційному полку, на якому здійснив 300 бойових вильотів. Потім навчався літити літаком Іл-2.
Під час першого бойового вильоту на новому літаку Окрестін придушив зенітну батарею супротивника, а у другому вильоті за складних метеорологічних умов знищив кілька мінометних та кулеметних точок, а також ворожий танк.
У небі Нікополя Борис Окрестін був серйозно поранений. Після лікування у шпиталі повернувся до свого полку.
У грудні 1943 року під час бойового вильоту з метою штурмування автоколони противника на дорозі Олексіївка — Шолохове група, в якій знаходився і Борис Окрестін, знищила 26 автомашин, а також десятки ворожих солдатів та офіцерів.
Борис Окрестін до кінця грудня 1943 року здійснив 381 бойовий виліт, під час яких знищив понад 40 танків, 2 бронемашини, 2 літаки та іншу бойову техніку, а також живу силу противника.
Указом № 3370 Президії Верховної Ради СРСР від 13 квітня 1944 року за зразкове виконання бойових завдань командування на фронті боротьби з німецькими загарбниками і виявлені при цьому відвагу і геройство гвардії старшому лейтенанту Борису Семеновичу Окрестіну було присвоєно звання. Золота Зірка".
Борис Семенович Окрестін загинув 6 липня 1944 року за 20 кілометрів на південний схід від Мінська, направивши літак на накопичення військ противника. Наказом 1-ї повітряної армії № 51/н від 20 серпня 1944 посмертно нагороджений орденом Вітчизняної війни І ступеня.
Був похований із військовими почестями у Мінську на військовому цвинтарі.